# 成井千夏
成井 千夏（なるい ちなつ、1982年6月20日 - ）は、茨城県出身のバスケットボール選手である。ニックネームは「ユウ」。ポジションはガードフォワード。JOMO（現・ENEOS）サンフラワーズ元選手でマネージャーも務めた。

## 来歴
長崎女子高校からジャパンエナジーに入社。同期入社に大神雄子、田中利佳がいる。
ヤングウーメン日本代表にも選出され、アジア選手権に出場。
しかし、シックスウーメン要員で出場機会も少なかった。
2004年、怪我の影響もあり引退。マネージャーに転じて2013年までチームを支えた。また、女子日本代表にもサブマネジャーとして2010年世界選手権などに同行している。
2017年、女子日本代表チーフマネージャーに就任。2021年の東京オリンピックまで務めた。
2025年よりWリーグに参加するSMBC東京ソルーアのチーフマネージャーに就任。

## 経歴
- 長崎女子高 - JOMO（2001年〜2004年）

## 日本代表歴
- 2002ヤングウーメンアジア選手権